# Oningis minutus
Oningis minutus är en spindelart som beskrevs av Alexander Petrunkevitch 1930. Oningis minutus ingår i släktet Oningis och familjen hoppspindlar. Inga underarter finns listade i Catalogue of Life.